# Pancho Vladigerov
Pancho Haralanov Vladigerov (født 13. marts 1899 i Zürich, Schweiz - død 8. september 1978 i Sofia, Bulgarien) var en bulgarsk komponist, pianist, lærer og professor.
Vladigerov studerede musik i Berlin på Staatliche Akademische Hochschule für Musik.
Han hører til de vigtige bulgarske komponister i det 20. århundrede. Han har oplært mange af Bulgariens komponister i eftertiden og var medstifter af den bulgarske musikunion.
Vladigerov har komponeret to symfonier, fem klaverkoncerter, orkesterværker, to violinkoncerter,
kammermusik, klaverstykker etc.

## Udvalgte værker
- Symfoni nr.1 (1939) - for stort orkester
- Symfoni nr. 2 (1949) - for strygerorkester
- "Symfonisk legende" (1919) - for orkester
- Klaverkoncert nr. 1 (1918) - for klaver og orkester
- Klaverkoncert nr. 2 (1930) - for klaver og orkester
- Klaverkoncert nr. 3 (1937) - for klaver og orkester
- Klaverkoncert nr. 4 (1953) - for klaver og orkester
- Klaverkoncert nr. 5 (1963) - for klaver og orkester
- Violinkoncert nr. 1 (1921) - for violin og orkester
- Violinkoncert nr. 2 (1968) - for violin og orkester
- "Bulgarsk Rapsodi "Vardar" (1922-1928) - for orkester
- "Bulgarsk Suite" (1926-1927) - for orkester
- "4 Rumænske symfoniske danse" (1942) - for orkester
- "2 Rumænske symfoniske skitser" (1943) - for orkester
- Jødisk digt (1951) - for orkester